# Oguzier
Oguzier (ros. Огузер) – wieś w Rosji, w Dagestanie, w rejonie kizlarskim. W 2010 liczyła 871 mieszkańców, głównie Nogajów.